# Relic Entertainment
Relic Entertainment är ett spelutvecklarföretag som grundades 1997 i Vancouver, Kanada. Relic fokuserar på Realtidsstrategispel och har släppt ett antal uppmärksammade speltitlar som bland andra Homeworld, Warhammer 40,000: Dawn of War och Company of Heroes.

## Historik

### Grundande
Relic Entertainment grundades i maj 1997 av Alex Garden och Luke Moloney i Vancouver, Kanada. I april 1998 visas Homeworld upp för Sierra Entertainment, som går med på att finansiera och stå som utgivare för spelet. Den 28 september 1999 släpps spelet, som blev en succé och mottog flera Game of the Year-utmärkelser och under det första året säljs 500 000 exemplar.
Samtidigt som Sierra lät ett annat företag utveckla en expansion till Homeworld, påbörjade Relic sitt nästa projekt, Impossible Creatures, som var ett realtidsstrategispel där enheterna bestod av djur som spelaren kunde genmodifiera efter eget tycke. Spelet fick positiva omdömen men blev inte en lika stor succé som Homeworld. 2003 släpps Homeworld 2, som trots stora förbättringar gentemot originalet inte fick lika högt betyg.

### Som en del av THQ
Den 27 april 2004 gick THQ ut med att de planerade att köpa Relic för 10 miljoner dollar och köpet ägde rum i maj samma år.
I september samma år släpps Warhammer 40,000: Dawn of War, ett RTS baserat på Games Workshops Warhammer 40,000-varumärke. Spelet blev en succé. Ett år senare släpps den första expansionen, Winter Assault.
I mars 2006 släppte Relic sitt första spel till konsol, The Outfit. Spelet fick ett svalt mottagande och kritikerna pekade speciellt på det bleka enspelarläget.
Den 12 september 2006 släpps Company of Heroes, ett realtidsstrategispel som utspelas under Andra världskriget. Spelmotorn, Essence, som skapats av Relic bjöd på vackra effekter, såsom dynamiskt ljus och skuggor. Spelet hade också realistisk fysik tack vare fysikmotorn Havok. Spelet fick ett mycket varmt mottagande och vann ett stort antal utmärkelser och priser.
En andra expansion till Dawn of War, Dark Crusade släpptes i oktober 2006. Expansionspaketet var fristående, vilket innebar att spelaren inte behövde äga originalspelet för att kunna spela. 
Ett år senare i september släpptes Company of Heroes: Opposing Fronts, en expansion till Company of Heroes. Den introducerade två nya kampanjer och två spelbara arméer, Andra Brittiska Armén och Panzer Elite (Waffen SS).
Under 2008 spekulerades det om att Relic hade återfått rättigheterna till Homeworld-varumärket från Vivendi (som hade köpt upp Sierra). Ett av spelens fans fick till sist tag i ett dokument från den amerikanska patentbyrån, som bekräftade att THQ och Relic nu hade rättigheterna till varumärket och att en uppföljare var möjlig. Dock har varken THQ eller Relic sagt något om en uppföljare.
Den 3 november 2008 annonserades en andra expansion till Company of Heroes med namnet Tales of Valor, som sedan släpptes den 9 april året därpå. Expansionen bjöd på nya kampanjer, enheter, vapen och tre nya spelsätt.
Relic släppte Warhammer 40,000: Dawn of War II den 18 februari 2009. Spelet hade mindre fokus på basbyggande än föregångaren och introducerade Tyranids till serien. Spelet släpptes via Steam och använde Games for Windows – Live för flerspelarläget. Spelet fick expansionerna Chaos Rising och Retribution i mars 2010 respektive 2011. I den senare expansionen byttes GFWL ut mot Steamworks.
2011 släpptes Warhammer 40,000: Space Marine till PC, Playstation 3 och Xbox 360. Det spelades i tredjepersonsperspektiv och fokuserade på Captain Titus från Space Marine-kapitlet Ultramarines.
I maj 2012 meddelade Relic Entertainment att Company of Heroes 2 var under utveckling och var planerat att släppas till PC tidigt 2013. Spelet som var en uppföljare till Company of Heroes flyttade fokus från västfronten till östfronten.

### Som en del av Sega
Under behandlingen av THQ:s konkurs i december 2012 framkom det att Company of Heroes 2 var under utveckling och planerades att släppas under 2013. Ett nytt spel med arbetstiteln Atlas skulle släppas 2014.
Den 23 januari 2013 offentliggjordes det att THQ hade sålt Relic till Sega för 26.6 miljoner dollar som en del av utförsäljningen av dess tillgångar. Sega bjöd över Zenimax Media med 300 000 dollar.
Rättigheterna till Homeworld såldes till Gearbox Software i april 2013.

### Utköp och självständig studio igen
Den 28 mars 2024 offentliggjordes det att Relic skulle bli självständigt med hjälp av en extern investerare. Vid samma tidpunkt gjorde Sega flera neddragningar på deras kvarvarande europeiska studios. Kort därefter fick 41 personer lämna Relic.
I februari 2025 meddelade man att Relics affärsplan framöver skulle vara strategispel utvecklade av små team under 1-2 år och med lägre budget än företagets tidigare spel.

## Ludografi
- Homeworld (1999)
- Impossible Creatures (2003)
- Homeworld 2 (2003)
- Warhammer 40,000: Dawn of War (2004)
- Warhammer 40,000: Dawn of War: Winter Assault (2005)
- The Outfit (2006)
- Company of Heroes (2006)
- Warhammer 40,000: Dawn of War: Dark Crusade (2006)
- Company of Heroes: Opposing Fronts (2007)
- Warhammer 40,000: Dawn of War: Soulstorm (2008) (Utvecklat samman med Iron Lore Entertainment)
- Warhammer 40,000: Dawn of War II (2009)
- Company of Heroes: Tales of Valor (2009)
- Warhammer 40,000: Dawn of War II - Chaos Rising (2010)
- Warhammer 40,000: Dawn of War II - Retribution (2011)
- Warhammer 40,000: Space Marine (2011) [8]
- Company of Heroes 2 (2013) [9]
- Company of Heroes 2: The Western Front Armies (2014)
- Company of Heroes 2: Ardennes Assault (2014)
- Company of Heroes 2: The British Forces (2015)
- Warhammer 40,000: Dawn of War III (2017)
- Age of Empires IV (2021)
- Company of Heroes 3 (2023)

## Utmärkelser
- Best Developer, IGN.com Best of 2006 Awards